# Edosa nigralba
Edosa nigralba är en fjärilsart som beskrevs av László Anthony Gozmány. Edosa nigralba ingår i släktet Edosa och familjen äkta malar. Inga underarter finns listade i Catalogue of Life.